# 博布里夫尼基
49°0′1″N 25°4′6″E / 49.00028°N 25.06833°E
博布里夫尼基（烏克蘭語：Бобрівники），是烏克蘭的村落，位於該國西部捷爾諾波爾州，由喬爾特基夫區負責管轄，始建於1783年，面積2.36平方公里，2001年人口310，人口密度每平方公里173.7人。